# 中国人民解放军联勤保障部队第九〇六医院温州医疗区
中国人民解放军联勤保障部队第九〇六医院温州医疗区，位于浙江省温州市鹿城区康乐坊嘉福寺巷15号，隶属中国人民解放军联勤保障部队第九〇六医院，是综合性三级乙等医院。

## 简介
1944年1月，在江苏省涟水县创建华东军区国际和平医院。医院自成立后，先后经历涟水战役、鲁南战役、孟良崮战役、济南战役、淮海战役、渡江战役、上海战役、一江山岛战役等战役。1950年10月19日中国人民志愿军跨过鸭绿江参加抗美援朝战争时，医院正在浙江嘉兴整休，1950年11月20日夜从集安跨过鸭绿江参战。1951年7月扩编建成中国人民志愿军第三十三兵站医院，1953年12月归中国人民志愿军第四分部领导。1955年1月从朝鲜战场回国。1954年12月，医院改称中国人民解放军第十七预备医院，先进驻浙江宁波，后来移驻浙江温州，1955年初划归浙江军区领导。1960年6月，改称中国人民解放军第十七野战医院。1963年12月改为驻军医院，番号为中国人民解放军第一一八医院。1986年11月，划归中国人民解放军南京军区后勤部建制领导。2000年代，该医院曾为中国人民解放军第一一三医院温州分院。后又独立。
2016年，在深化国防和军队改革中，转隶中国人民解放军东部战区。

## 历任领导
| 院长 …… - 王开鉴（？—？） - 谭兴起（？—？） - 卓阳（？—） | 政治委员 …… - 王志全（？—） |